# Dimorphocalyx ixoroides
Dimorphocalyx ixoroides là một loài thực vật có hoa trong họ Đại kích. Loài này được (C.B.Rob.) Airy Shaw mô tả khoa học đầu tiên năm 1966.